# Nkpor
Nkpor – miasto w Nigerii, w stanie Anambra.